# PDP-7

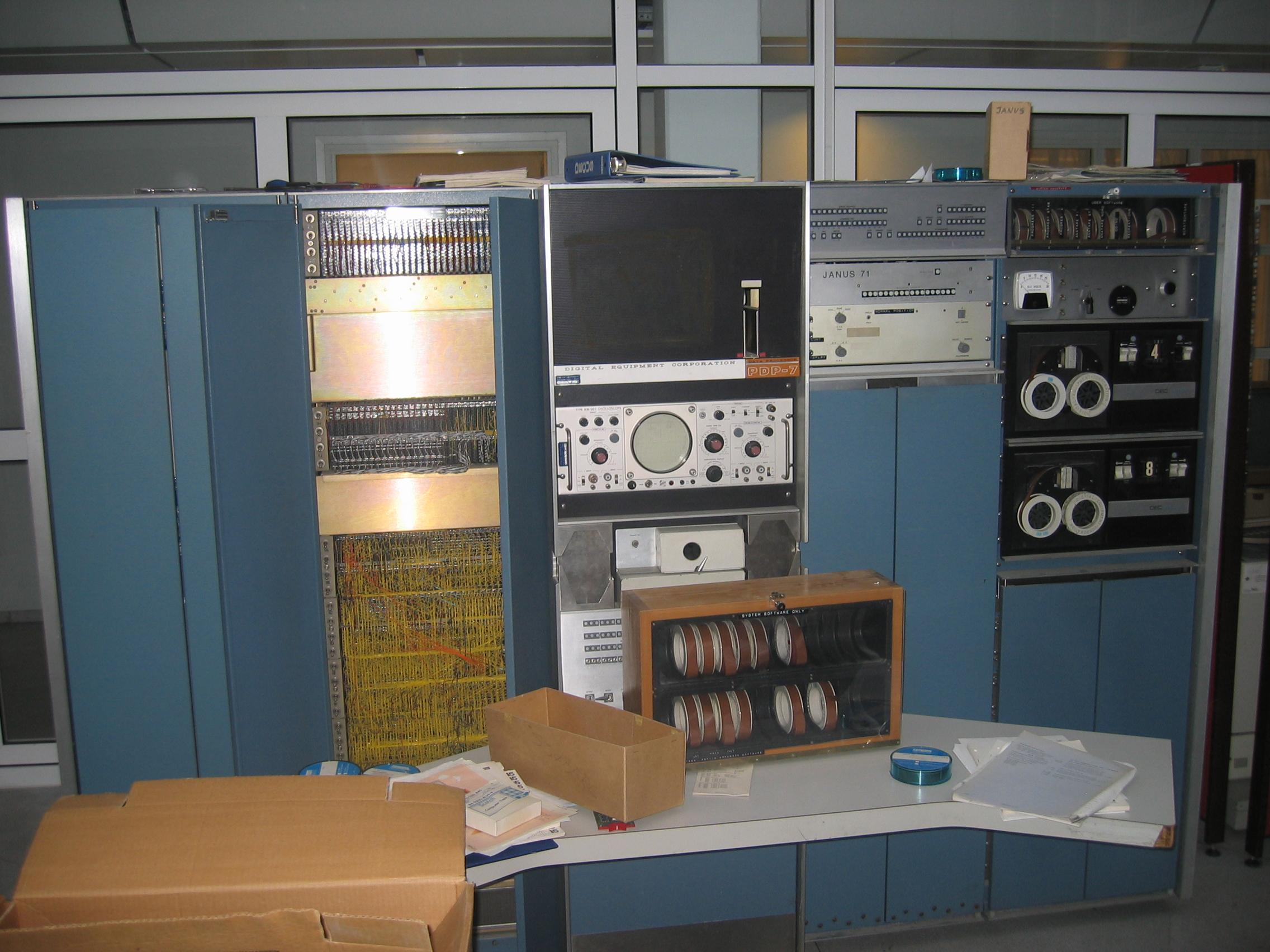
Restauratie van de PDP-7 in Oslo

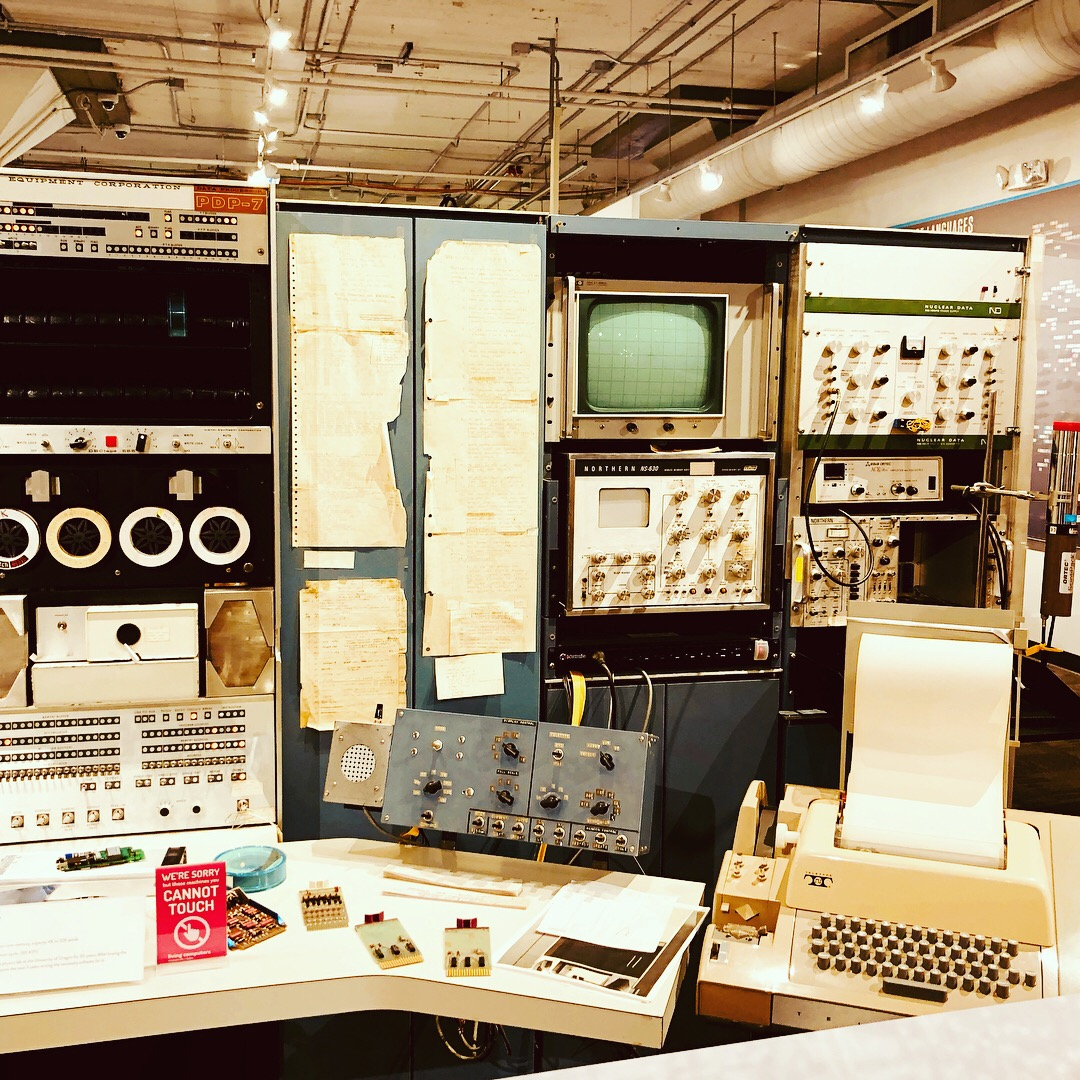
De PDP-7 in het Living Computer Museum in Seattle

De PDP-7 was een 18 bit-minicomputer die door Digital Equipment Corporation (DEC) geproduceerd werd als onderdeel van de PDP-serie. De PDP-7 werd geïntroduceerd in 1964 en was het eerste model dat de Flip-Chip-technologie van DEC gebruikte. Met een kostprijs van US$ 72.000 was het een goedkope maar krachtige computer naar de maatstaven van die tijd. De PDP-7 is de derde van de 18 bits-machines van Digital, met in wezen dezelfde instructieset als de PDP-4 en de PDP-9.

## Hardware
De PDP-7 was de eerste PDP-computer die wire-wrap gebruikte. Input/output (I/O) bestond uit een toetsenbord, printer, ponsband en dual transport DECtape-drives (type 555). De standaard kerngeheugencapaciteit was 4K woorden (9 kB), uitbreidbaar tot 64K woorden (144 kB). De PDP-7 woog ongeveer 500 kg.

## Software
DECsys, het eerste besturingssysteem voor de 18-bits computerfamilie van DEC (en DEC's eerste besturingssysteem voor een computer die kleiner was dan zijn 36-bits timesharing-systemen), werd geïntroduceerd in 1965. Het bood een interactieve ontwikkelingsomgeving voor Fortran en assembleertaalprogramma's, waar slechts één gebruiker tegelijkertijd van gebruik kon maken.
In 1969 programmeerde Ken Thompson het eerste UNIX-systeem op een PDP-7 (serienummer 34) in assembleertaal en noemde het aanvankelijk Unics als een woordspeling op Multics, ondanks dat hij slechts twee ontwerpelementen van Multics gebruikte. Hij ontwikkelde dit besturingssysteem voor Space Travel, een game dat graphics nodig had om de beweging van de planeten weer te geven. Een PDP-7 was ook het ontwikkelingssysteem dat een paar jaar eerder werd gebruikt tijdens de ontwikkeling van MUMPS bij MGH in Boston.

## Verkoop
De PDP-7 werd beschreven als "zeer succesvol". In totaal werden er 120 exemplaren van de PDP-7 en PDP-7A verkocht. Een DEC-publicatie vermeldt dat de eerste exemplaren naar klanten zijn verzonden in november 1964.

## Restauraties
In 2011 bestonden er met zekerheid nog ten minste vier PDP-7's, een vijfde werd ontdekt in 2017:
1. Een PDP-7A (serienummer 115) van de  Universiteit van Oslo werd in 2009 gedeeltelijk gerestaureerd[16] maar zou naar verluidt ondertussen vernietigd zijn.[17]
2. Een PDP-7A (serienummer 113) die zich voorheen in het laboratorium voor kernfysica van de Universiteit van Oregon bevond, staat nu volledig gerestaureerd in het Living Computer Museum in Seattle.[18]
3. Een PDP-7 (serienummer 47) bevindt zich in de collectie van Max Burnet nabij Sydney.
4. Een PDP-7 (serienummer 33) is opgeslagen in het Computer History Museum in Mountain View.
5. Een PDP-7 (serienummer 129) van Fred Yearian bevindt zich eveneens in het Living Computer Museum en kan Unix Versie 0 opstarten en B-programma's compileren.[15][19]

De toekomst van nummer 113 en 129 is onduidelijk na de definitieve sluiting van het Living Computer Museum in juni 2024.